# Everson Griffen
Everson Griffen (* 22. Dezember 1987 in Avondale, Arizona) ist ein US-amerikanischer American-Football-Spieler. Er spielte auf der Position des Defensive Ends in der National Football League (NFL) den Großteil seiner Karriere für die Minnesota Vikings. In der Saison 2020 war er für die Dallas Cowboys und die Detroit Lions aktiv.

## College
Griffen besuchte die University of Southern California (USC) und spielte für deren Team, die Trojans, von 2007 bis 2009 erfolgreich College Football, für seine guten Leistungen wurde er wiederholt in diverse Auswahlteams berufen. Ihm gelangen dabei insgesamt 84 Tackles und 18,0 Sacks.

## NFL
Beim NFL Draft 2010 wurde er in der 4. Runde als insgesamt 100. von den Minnesota Vikings ausgewählt und kam in seiner Rookie-Saison in elf Spielen zum Einsatz. Im Januar 2011 wurde er binnen drei Tagen zunächst wegen eines Verstoßes gegen das Verbot des Alkoholkonsums in der Öffentlichkeit, dann wegen Fahrens ohne Führerschein inhaftiert.
2011 spielte Griffen vor allem in den Special Teams, wobei er unterschiedliche Positionen, etwa auch die des Gunners, bekleidete.
2012 konnte er seinen ersten Touchdown erzielen und lief auch erstmals als Starter auf. In der folgenden Season etablierte er sich im Team und ist seither fester Bestandteil der Defense der Vikings. Für seine konstant guten Leistungen wurde er sowohl 2015 als auch 2016 und 2017 in den Pro Bowl berufen. Im Anschluss an die Saison 2019 zog Griffen eine Ausstiegsklausel aus seinem Vertrag und kündigte anschließend an, nicht zu den Vikings zurückzukehren.
Im August 2020 einigte sich Griffen auf einen Einjahresvertrag mit den Dallas Cowboys. Am 27. Oktober 2020 gaben die Cowboys Griffen im Austausch gegen einen Sechstrundenpick, der unter bestimmten Umständen zu einem Fünftrundenpick werden kann, an die Detroit Lions ab. Insgesamt erzielte Griffen in der Saison 2020 sechs Sacks. Am 23. August 2021 kehrte er zu den Minnesota Vikings zurück.